# 黃嘴喙鱸
黃嘴喙鱸，為輻鰭魚綱鱸形目鱸亞目鮨科的其中一種，被IUCN列為次級保育類動物，分布於西大西洋區，從墨西哥灣至巴西海域，棲息深度2-150公尺，體長可達84公分，棲息在珊瑚礁、紅樹林、潟湖等水域，為底棲性魚類，屬肉食性，生活習性不明，可做為食用魚、觀賞魚。